# Chalybion triangulum
Chalybion triangulum är en biart som beskrevs av Hensen 1988. Chalybion triangulum ingår i släktet Chalybion och familjen grävsteklar. Inga underarter finns listade i Catalogue of Life.